# نوک‌شاخ نوک‌سرخ شمالی
 نوک‌شاخ نوک‌سرخ با نام علمی Tockus erythrorhynchus گونه‌ای نسبتاً کوچک از نوک‌شاخان است که در ساواناها و درختزارهای نواحی نیمه‌بیابانی آفریقا یافت می‌شود. این گونه را گاه به پنج گونهٔ نوک‌شاخ نوک‌سرخ شمالی (T. erythrorhynchus)، نوک‌شاخ نوک‌سرخ غربی (T. kempi)، نوک‌شاخ نوک‌سرخ تانزانیا (T. ruahae)، نوک‌شاخ نوک‌سرخ جنوبی (T. rufirostris) و نوک‌شاخ نوک‌سرخ دامارا (T. damarensis) تقسیم می‌کنند اما در حال حاضر بیشتر متخصصان آنها را زیرگونهٔ تنها یک گونه می‌دانند.

## مشخصات
پرهای سر و قسمت زیرین بدن این پرنده بیشتر به رنگ سفید است و بالای بدنش خاکستری است. دمی بلند و منقار سرخرنگی دراز و خمیده دارد. هر دو پرندهٔ نر و ماده به یکدیگر شبیهند و تفاوتشان در کوچکتربودن منقار پرندهٔ ماده است. نوک‌شاخ نوک‌سرخ از لحاظ جثه پرنده‌ای بزرگ است و طولی ۴۲ سانتیمتری دارد با این حال در مقایسه با دیگر نوک‌شاخان یکی از کوچکترین آنها به‌شمار می‌رود. این پرنده حضور خود را با آوای پرسروصدا و توک-توک-توک-توک‌توک‌توک‌مانندش اعلام می‌دارد.

## تغذیه
نوک‌شاخ نوک‌سرخ پرنده‌ای همه‌چیزخوار است و از حشرات، میوه‌جات و دانه‌ها تغذیه می‌کند. این پرنده بیشتر بر روی زمین به خوردن غذایش می‌پردازد.

## تولید مثل
پرندهٔ ماده بین ۳ تا ۶ تخم سفیدرنگ در سوراخ درختی گذاشته و بر رویشان می‌نشیند. این سوراخ سپس با لایه‌ای مرکب از گل، فضولات و تفاله میوه پوشانده شده و تنها روزنهٔ کوچکی در آن باقی گذاشته می‌شود تا پرندهٔ نر از طریق آن بتواند غذای مورد نیز مادر و جوجه‌ها را به آنها منتقل نماید. پس از آنکه جوجه‌ها آنقدر بزرگ شدند که فضای لانه برای آنها و مادرشان کوچک شد، پرندهٔ ماده این دیواره را شکسته و خارج شده و دوباره آنرا می‌سازد. سپس هر دو پرندهٔ نر و ماده به تغذیهٔ جوجه‌ها می‌پردازند.

## در فرهنگ عامه
زازو، شخصیت فیلم انیمیشن شیرشاه یک نوک‌شاخ نوک‌سرخ است که در قسمت‌های بعدی این پویانمایی نیز حضور داشته است.